# 81 Terpsichore
81 Terpsichore este un asteroid din centura principală, descoperit pe 30 septembrie 1864, de Ernst Tempel.